# Le Bouddha de banlieue
Le Bouddha de banlieue (titre original : The Buddha of Suburbia) est le premier roman écrit par Hanif Kureishi et paru en 1990. Il a obtenu le prix Costa dans la catégorie « meilleur premier roman ». Traduite en vingt langues, l'œuvre a également fait l'objet d'une adaptation à la télévision en 1993, sous la forme d'une mini-série de quatre épisodes produite par la BBC, avec une bande son de David Bowie (également parue sous le titre The Buddha of Suburbia).

## Intrigue
Le roman raconte la vie de Karim, un adolescent métis, né d'une mère anglaise et d'un père indien (proche en cela de l'auteur, dont le père est pakistanais et la mère anglaise, ce qui donne à l'ouvrage une tonalité autobiographique). Le garçon est prêt à tout pour échapper à sa banlieue du sud de Londres et tenter de nouvelles expériences dans le Londres des années 1970.

## Eléments stylistiques
L'oralité, la mise en scène de faits historiques et la présence de nombreux dialogues écrits en langage parlé donnent au lecteur un sentiment de réalisme. L'auteur recourt aussi beaucoup aux juxtapositions et aux collages, si bien que le roman présente une sorte de caractère de feuilleton, comme s'il était composé d'épisodes.
L'œuvre d'Hanif Kureishi porte sur des thèmes de société de l'Angleterre des années 1970, tels que l'initiation, la jeunesse britannique, la culture pop et l'émergence du mouvement punk, la place de l'Angleterre et de Londres[Où ?], les tensions raciales, etc.